# A Nod and a Wink
Albums de Camel
Rajaz
(1999)
A Nod and a Wink est le quatorzième album studio de Camel, sorti en juillet 2002. Il est dédié à Peter Bardens, le premier claviériste du groupe, décédé en janvier 2002.

## Titres
1. A Nod and a Wink (Susan Hoover, Andrew Latimer, Guy LeBlanc) – 11:16
2. Simple Pleasures (Hoover, Latimer) – 5:31
3. A Boy's Life (Hoover, Latimer) – 7:20
4. Fox Hill (Hoover, Latimer) – 9:19
5. The Miller's Tale (Hoover, Latimer) – 3:34
6. Squigely Fair (Latimer) – 8:02
7. For Today (Hoover, Latimer, LeBlanc) – 10:40
8. After All These Years (Latimer, LeBlanc) – 5:52 (titre bonus de l'édition japonaise)

## Musiciens
- Andrew Latimer : chant, guitares, flûte, claviers
- Colin Bass : basse, chœurs
- Guy LeBlanc : claviers, chœurs
- Denis Clement : batterie
- Terry Carelton : batterie (2, 6), chœurs (7)
- J. R. Johnston : chœurs (7)